# Libertaire-Plage

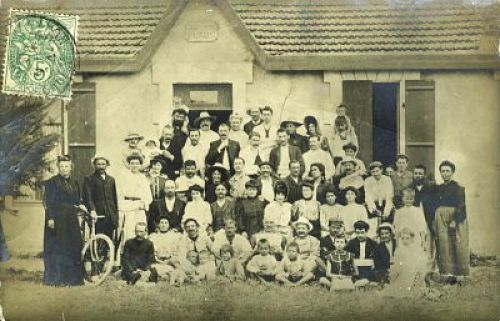
Carte postale photo d'un groupe de vacanciers (dont certains brandissent les journaux Le Libertaire et L'Anarchie) devant la Libertaire-Plage.

Libertaire-Plage est le nom d'une colonie de vacances libertaires, pour adultes et enfants, fondée par des anarchistes individualistes proche du journal L'Anarchie, le 1er juin 1905 à Châtelaillon-Plage en Charente-Maritime.

## Historique
La Colonie anarchiste de Romainville, réunie autour de Albert Libertad et du journal L'Anarchie depuis 1902, est liée à une communauté établie, depuis 1903, à Châtelaillon en Charente-Inférieure, appelée d’abord La nature pour tous puis Le rayon de soleil, « Société coopérative de vacances populaires ».
C’est un lieu de production, « œuvre de socialisme pratique », mais aussi un « lieu de villégiature anarchiste » et une première forme de camping sur une « plage libertaire ».
En 1905, l'initiative de la création de Libertaire-Plage revient à Brunia, pêcheur et ostréiculteur installé depuis six ans à Chatelaillon, « poussé par un double désir de propagande et de camaraderie ». Il fait paraître une annonce dans Les Temps nouveaux du 6 mai 1905. Cette annonce est relayée dans L'Anarchie.
Chaque année, en juillet, Anna Mahé organise le voyage et « incitait les compagnes et compagnons à y envoyer leurs enfants ». Elle publie des chroniques dans L'Anarchie décrivant ces séjours sur « cette plage de sable magnifique que les bourgeois n’envahiront pas car nous faisons bonne garde »,. Des libertaires de Rochefort et de La Rochelle y participent également.
Cette Libertaire-Plage est fréquentée par des anarchistes individualistes dont Albert Libertad, Pierre Cardi ou Henry Crozat.
En juin 1908, un autre projet de vacances libertaires est monté à Châtelaillon-Plage, sous l'intitulé « Les amis libres ».

## Notices
- L'Éphéméride anarchiste : notice.
- Fédération internationale des centres d'études et de documentation libertaires : carte postale.
- (es) Anarco Efemerides : notice.